# Atrapados (película de 1997)
Atrapados (título original: Captured Alive) es una película estadounidense de acción de 1997, dirigida por Chris McIntyre, que a su vez la escribió, musicalizada por Dennis Michael Tenney, en la fotografía estuvo S. William Hinzman y los protagonistas son Dan Pinto, Dawn Lambing y Pat Morita, entre otros. El filme fue realizado por Finnegan’s Wake Production y se estrenó el 12 de diciembre de 1997.

## Sinopsis
Nick Baskin, piloto chárter, traslada a 5 desconocidos en un vuelo que es derribado. Todos son capturados por lugareños de un área remota de Virginia Occidental, allí los hacen llevar desechos tóxicos.